# 큰귀둥근잎박쥐
큰귀둥근잎박쥐(Hipposideros macrobullatus)는 잎코박쥐과에 속하는 박쥐의 일종이다. 인도네시아의 토착종으로 캉지안 제도와 술라웨시섬 북서부 지역, 스람섬에서 알려져 있다. 동굴과 나무 구멍 속에서 둥지 생활을 하며 삼림에서 먹이를 구하는 것으로 추정된다. 벌목과 사람들 활동때문에 서식지 감소로 위협을 받고 있다.